# Fool's Gold (film 1916 Essanay)
Fool's Gold è un cortometraggio muto del 1916. Il nome del regista non viene riportato nei credit.

## Produzione
Il film fu prodotto dalla Essanay Film Manufacturing Company.

## Distribuzione
Distribuito dalla General Film Company, il film - un cortometraggio in tre bobine - uscì nelle sale cinematografiche USA il 10 giugno 1916.